# 고조텐 신사
고조텐 신사(일본어: 五條天神社 고조텐진자[*])는 일본 도쿄도 다이토구 우에노 공원 안에 있는 신사이다. 일본 건국 신화 속에 등장하는 오나무지노미코토와 스쿠나히코나노미코토를 모시고 있다.